# Pokédex
Pokédex (ポケモン図鑑, Pokemon Zukan?, lit. "Pokémon Encyclopedia"), sau prescurtat Dex, este un dispozitiv electronic fictiv ce servește la catalogarea și distribuirea informației referitoare la diferitele specii de Pokémon.